# Округ Бенева (Ајдахо)
Бенева (енгл. Benewah County) је округ у америчкој савезној држави Ајдахо.

## Демографија
По попису из 2010. године број становника је 9.285, што је 114 (1,2%) становника више него 2000. године.
| Група             | 2000.         | 2010.         |
| Белци             | 8.055 (87,8%) | 7.919 (85,3%) |
| Афроамериканци    | 11 (0,1%)     | 28 (0,3%)     |
| Азијати           | 14 (0,2%)     | 27 (0,3%)     |
| Хиспаноамериканци | 142 (1,5%)    | 235 (2,5%)    |
| Укупно            | 9.171         | 9.285         |